# 新潟明和騒動
新潟明和騒動（にいがためいわそうどう）とは、1768年（明和5年）越後国新潟町（現新潟県新潟市）において町民が藩政に抵抗しおよそ2ヶ月にわたる町民自治を行なった事件。
新潟町が長岡藩から御用金を課した事を受けて、新潟町の商人涌井藤四郎は各町内代表で無期延期を策した事で密告され藤四郎は投獄されてしまう。
その事に憤慨した町人たちが一揆を起こした。その後、藤四郎が中心となり約2ヶ月に渡り新潟町の自治を行っていたが、長岡藩は事の収縮のため、新潟町の町人達に米と引き換えに藤四郎の召集を命じた。
その結果、藤四郎は出頭し、後に打ち首となった。
この一蓮の騒動を明和騒動とという

## 騒動の背景

### 当時の長岡藩
明和騒動の時代は、長岡藩の財政は窮乏であった。
初代藩主・牧野忠成の時に表面化し、三代目藩主・牧野忠辰で深刻な問題になった。そのためしばしば領内に御用金上納を命じていた。藩は経費を減らすために、足軽や村などの負担を増やし、財政の立て直しを図ろうとした。しかし享保3年（1718年）長岡城の大火やその翌年の大旱魃、元文元年（1736年）から6年の間、ほぼ連年にわたる洪水で、該当年の藩の損耗高は約19万石余に及んだ。宝暦4年（1754年）から3年続きの凶作は大飢饉をもたらし、翌宝暦7年には大洪水が起こる。本騒動があった明和5年（1768年）にも洪水、虫付が起きて、被害は5万8200石余にのぼった。

### 新潟町の苦悩
当時新潟町は長岡藩の支配下にあり、正徳3年（1713年）に仲金制が敷かれて以降、新潟町の御用金は長岡藩の重要財源となる。加えて長岡藩の土地柄による恒常的な洪水や飢饉、宝暦3年（1753年）に長岡藩の重要財源の一つである長岡船道の信濃川水運特権が近隣の藩の苦情を受けての幕府の裁定により剥奪となったことで新潟町の御用金の重要度は増す傾向にあった。
前年からの飢饉もあって財政に苦しむ長岡藩は（明和4年）1767年4月に新潟町に1500両の御用金を2年の分納で課した。1年目の8月に750両は納められたが、飢饉による米の流通の減少、寛保元年（1741年）頃を過ぎてから信濃川と阿賀野川の合流するところに土砂が堆積した事で、新潟湊への入港量が減少していたせいもあり、不景気に苦しんでいた。さらに米の高騰もあって困窮していた新潟町民は2年目の利息を含め930両を工面できなかった。

## 騒動の勃発から終結まで

### 藩との対立
明和5年（1768年）8月、新潟町民は涌井藤四郎（わくい とうしろう）らを中心に御用金納付の延期を求め、新潟奉行所に願書案を作成し、署名を求めて密かに木下屋と小役人村屋はこの回状を市中に流した。9月13日夜、涌井ら3、40人ほど本争寺の塔頭西祐寺に集まって協議したが、八木屋市兵衛がこれを徒党として密告。20日、涌井は入牢、涌井の家族5人組は宅番その他参加者は禁足を下される。これに激昂した町民は9月27日の午前10時頃、早鐘を合図に一斉蜂起し、町役人宅や八木屋市兵衛宅、米屋などを打ち壊した。この時、打ち壊し騒動の指揮を取った黒装束の男数名がいた。新潟町奉行側は鉄砲隊で攻撃したが町人側は薪や石を投げて応戦し町役人を敗走させた。

### 町民による統治
9月27日の夜、事態の沈静化を図った町奉行側は涌井を釈放。打ち壊しは翌日も行なわれたが、涌井は町奉行所打ち壊しに向かっていた町民等を説得、事態は沈静化した。これにより涌井らが藩に代わって町政を掌握し約2ヶ月にわたる町民自治を行なった。
10月3日　長岡藩兵60人が到着したが､町民側は新潟港での藩兵の荷降ろし作業を拒否。町民側の結束に長岡藩も涌井を総代として承認せざるを得なかった。
17日　今泉岡右衛門と飯田久兵衛が長岡藩から派遣されて､町内代表を西堀本覚寺に招集し､検断の解任と仮検断を任命､願意の提出を申し渡した｡
23日　長岡藩から飢米千俵が下賜され､生活困窮者､騒動のさいの負傷者に配分された｡
奉行との折衝は､涌井が町民から惣連印帳をあずかり､町中惣代としておこなったので､藩側の町支配機構は機能しなかった｡今泉岡右衛門はこのような状況を認め長岡へ引き上げざるを得なかった。

### 統治の終わり
当事者であった町役人等を取り調べる為と称し町人側の関係者を次々に召喚した。11月22日に長岡藩へ出頭した涌井らは藩側の策略により捕らえられた。
長岡藩は打ち壊しの首謀者と目された黒装束の男等を捜索したが正体をつきとめることはできなかった。
明和6年（1769年）12月28日　涌井、岩船屋、王賀ほか13人を除いてほとんどが新潟に帰される。
明和7年（1770年）7月20日に騒動の判決が出て、涌井と岩船屋が打首獄門の判決となり、8月25日、涌井は一切の責めを負わされ腹心の須藤佐次兵衛（すどう さじべえ、岩船屋佐次兵衛）と共に市中引き回しの上鍛冶路牢屋敷で処刑された。涌井の首は往来に晒されたが役人の目を盗んで何者かが首を奪い密かに葬ったと伝えられる。

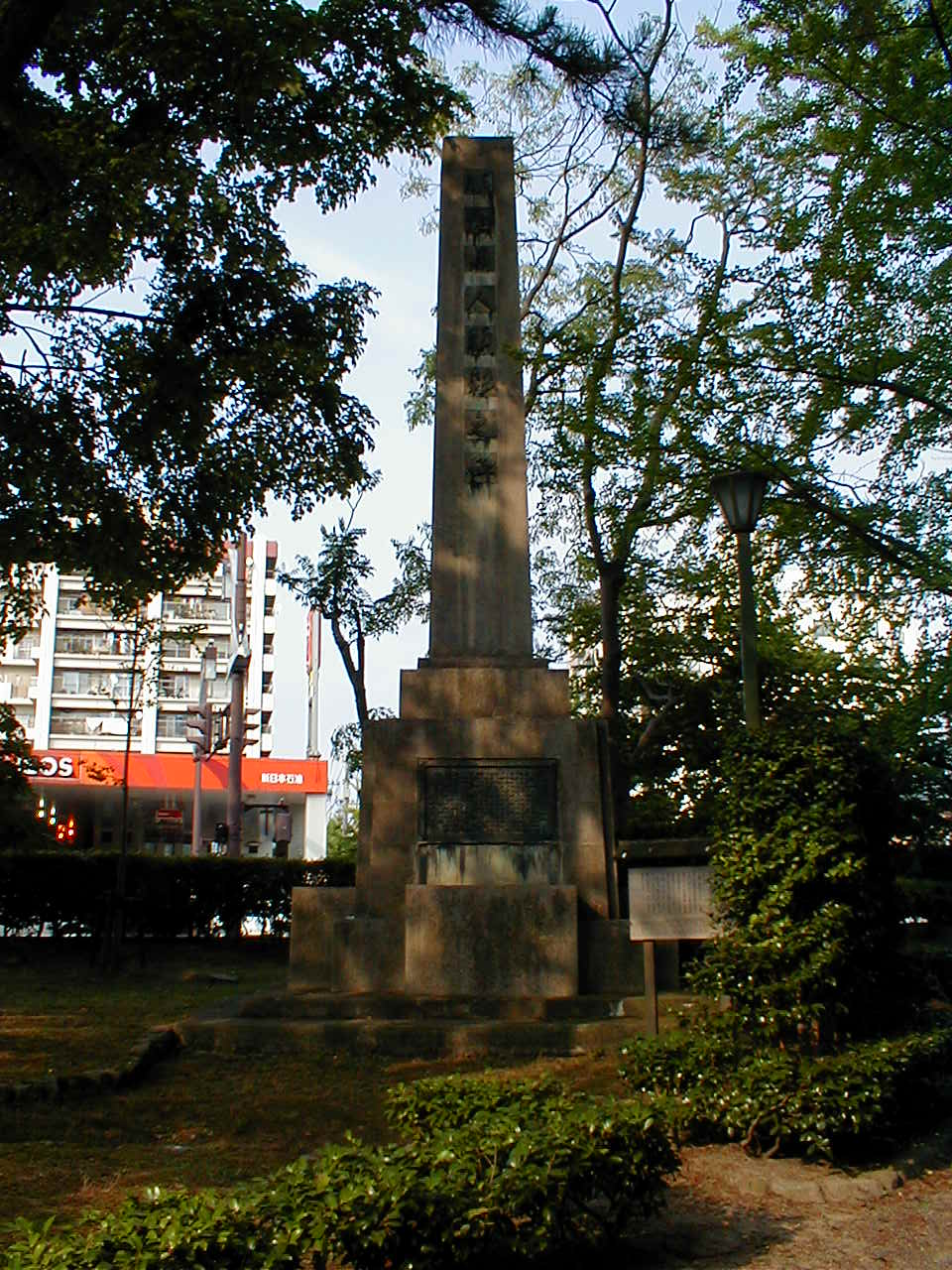
新潟市の白山公園に建つ明和義人顕彰之碑

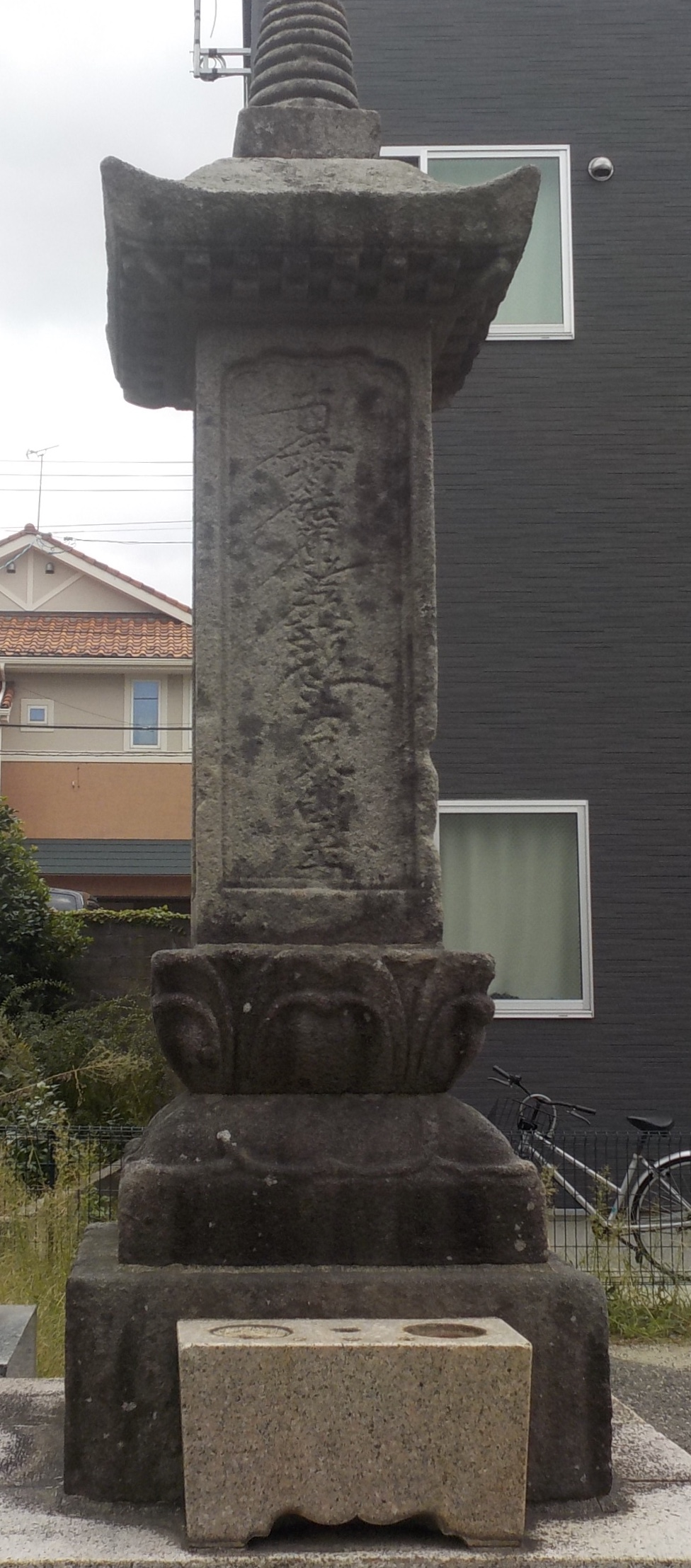
藤四郎を慰霊したといわれている塔

### その後
天保10年（1839年）『天保十亥年正月　貞享元子年より諸役人留』によると長岡藩側は明和5年10月（1768年）に従来の新潟町奉行就任者の石垣忠兵衛及び佐野与惣左衛門に加えて大田門左衛門を新潟町奉行に任命して、本来より1名多い3名体制でことにあたり、明和6年（1769年）に石垣と佐野は新潟町奉行を辞任し、新任に稲垣茂市が就任して、2名体制に復している。

## 後世の評価
新版 新潟明和騒動文献資料集成によれば、日本の歴史の中でも特異な歴史的事件であり、町民たち自らの手で町政を治め、日本史の中に「自治」を実現させた数少ない事件であったとされているほか、この騒動は旧特権商人と涌井ら新興商人の対立が根底にあったとされているが、2ヶ月とはいえ町民自らが町政を行うだけでなく、町民の多くが参加していることから「惣町一揆」の様相を示したとされている。
安政6年（1859年）江戸の漢学者であった寺門静軒の著書「新潟富史」によれば、涌井のことを「越後にも惣五郎がいた」と紹介している。下総（現千葉県）の佐倉惣五郎という祟りを恐れた藩主から公認され、芝居などで全国的に名の知られていた者と一体視されることで、密かに語り継がれていた涌井の事績が広く知られるようになった。第二次世界大戦後には民主主義や市民自治の視点から、本騒動の町政は歴史上画期的なものだと、パリのコミューンにも並ぶと高く評価する論者も現れた。

### 涌井らの建墓と顕彰碑
涌井らは後に義人として墓や慰霊碑が建てられ、明治17年（1884年）の自由民権運動の高まりのある中では、新潟県新潟市の古町愛宕神社境内に佐倉惣五郎を祀る千葉県の神社の分霊を迎え口之神社が創建されたほか、本騒動を描いた芝居が1888年に上演され、その収益で墓標が建墓された。
新潟市の白山公園内にある巨大な顕彰碑は大正デモクラシーの風潮の中で涌井らの顕彰運動が活発化した昭和3年（1928年）に建てられた。

### ミュージカルの上演
新潟市の政令指定都市移行を記念して平成19年（2007年）に、「明和義人」とテーマにしてミュージカルが制作・上演された。

### 明和義人祭
涌井らの顕彰と慰霊を主旨とし、平成20年（2008年）から例年8月下旬に古町通1番町から6番町までを会場にして「明和義人祭」が開催されている。